# Cinglar

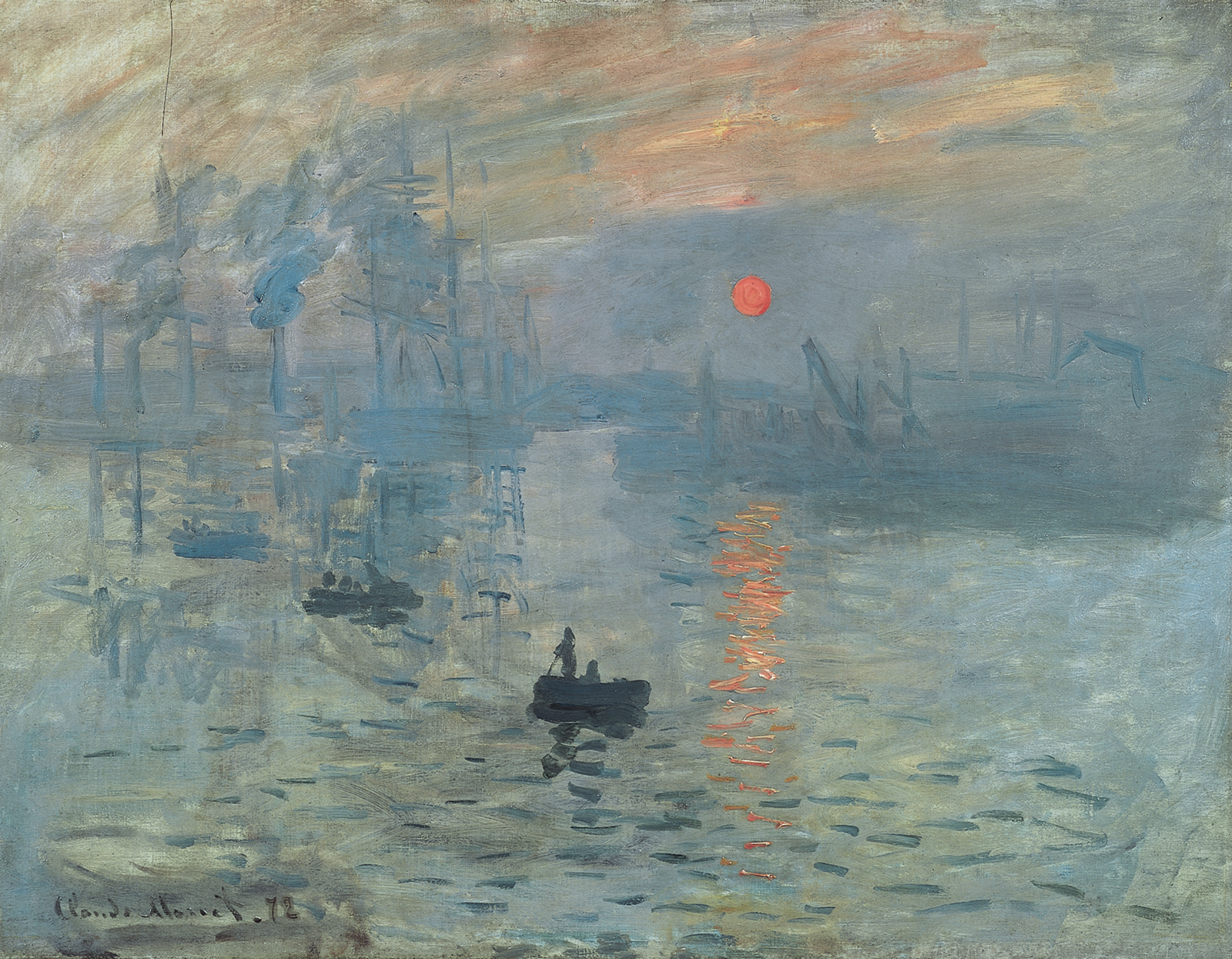
Cinglant per Claude Monet Impression, soleil levant

Cinglar és l'ús d'un sol rem a la popa d'una embarcació impulsant-lo amb moviments de costat a costat per crear una empenta cap endavant de l'embarcació dins l'aigua. Es distingeix del sistema de remar amb dos rems "un a cada costat de l'embarcació" (a banda i banda) i del remar en el que cada membre de la tripulació de l'embarcació o vaixell fa anar un sol rem, complementat per un altre membre de la tripulació en el costat oposat amb un altre rem, i en el que cadascun agafa un sol rem amb les dues mans.
Aquesta tècnica s'utilitza principalment a França a les costes del Canal i de l'Atlàntic, així com tots els barquers i mariners, que també la practiquen en curses de velocitat. També es practica als Països Baixos, al nord d'Alemanya i a Dinamarca. A Suècia està estès a la costa oest però molt poc a la costa bàltica. És conegut, però rarament utilitzat a les Illes Britàniques. Hi ha el cas particular de la "voga veneta" a Venècia, que ofereix analogies amb el cinglar tal com el coneixem.

## Visió general

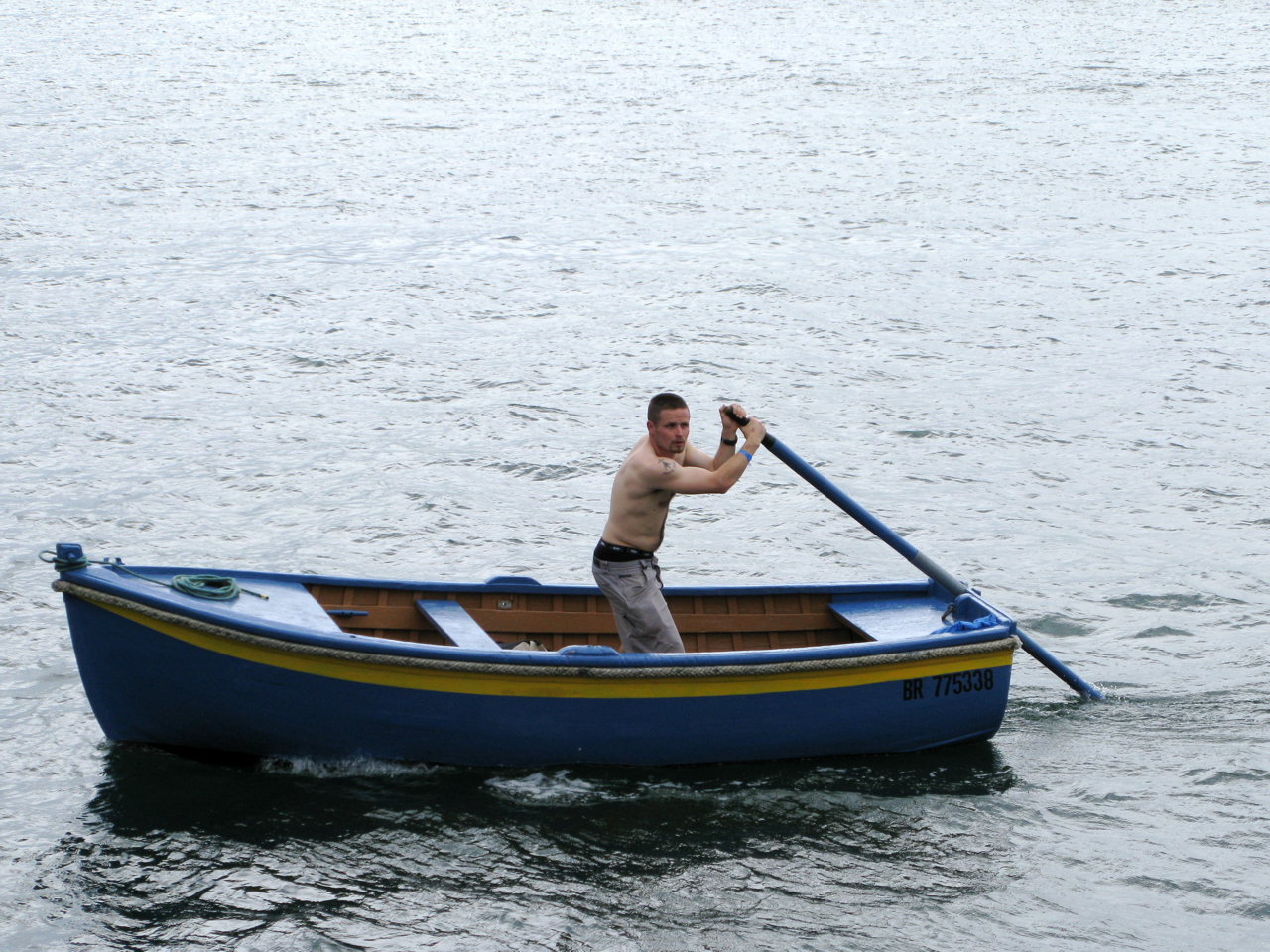
Cinglant cara enrere a Brest

En resum, el cinglar és el procés de propulsió d'una embarcació movent un rem des de la popa popa d'un costat a l'altre mentre es canvia l'angle de la pala per tal de generar empenta cap endavant en ambdós recorreguts. La tècnica és molt antiga i el seu origen és incert, tot i que es creu que es va desenvolupar independentment en diferents llocs i èpoques. Se sap que es va fer servir a l'antiga Xina, i als Grans Llacs d'Amèrica del Nord per part dels americans precolombins.

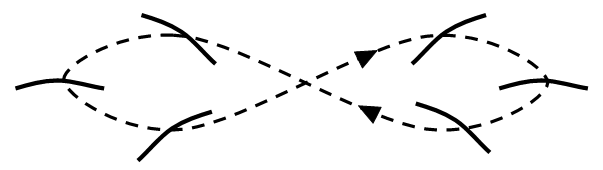
Els 8 moviments del rem. Dins l'aigua el rem es mou en hèlix (proa a dalt del dibuix)

El rem es fa pivotar a la popa del vaixell i l'extrem interior s'empeny cap a un costat amb la pala girada de manera que generi empenta cap endavant, després es torça de manera que, quan es fa anar enrere sobre el traç de retorn, la pala del rem també produeix una empenta.cap endavant. L'empenta cap enrere també es pot generar girant el rem en l'altra direcció i remant. El rem normalment pivota en una simple osca tallada a la popa del vaixell on munta el rem, i el timoner ha d'inclinar la pala, girant l'extrem interior del rem, per generar l'empenta que no només empeny el vaixell cap endavant, tot mantenint el rem dins del seu pivot. Concretament, el funcionament del cinglar és molt especial ja que cal fer girar la pala del rem amb els 8 moviments de la figura, sense fer-lo anar dins i fora de l'aigua com els altres rems tradicionals. L'objectiu és minimitzar el moviment de les mans del remer i el moviment de l'embarcació de costat a costat, de manera que el vaixell es mogui dins l'aigua lentament, però constantment. Aquesta mínima rotació fa que l'aigua es mogui per sobre de la pala i generi unes forces que es transfereixen al suport giratori, al costat del buc, empenyent així el vaixell cap endavant. Dirigir el vaixell és limita a una qüestió de fer girar el rem per produir l'empenta adequada empenyent-lo o estirant-lo, en funció de la direcció en que vulgui anar el remer.

### En regates
El cinglar pot utilitzar-se en el rems competició quan una embarcació està bloquejada en la línia de sortida d'una regata i el timoner ha d'ajustar la direcció en què apunta el vaixell. Per aconseguir-ho sense apartar-lo dela línia de sortida, el timoner manarà a un remer de la meitat de proa del vaixell que "retiri" la pala del rem cap al seient darrere d'ell. Maniobrant l'embarcació d'aquesta manera, el timoner podrà ajustar el punt de mira de l'embarcació sense traspassar la línia de sortida.

## Característiques

### Rem de cinglar

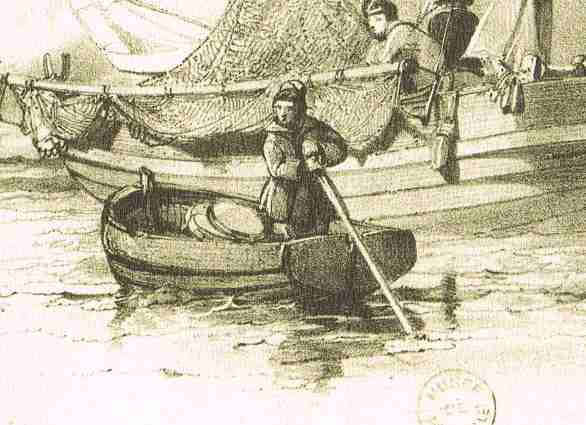
Charles Mozin: Detall d'un gravat

El rem de cinglar es diferencia d'un rem normar per diversos factors:
- la pala és més llarga (normalment una quarta part del rem, una mica més per al "yuloh" xinès),),
- és estret (normalment el doble del diàmetre del barril, una mica menys per al "yuloh" xinès),
- és gruixut per mantenir una bona rigidesa,
- les seves vores anteriors són paral·leles (o convergeixen molt lleugerament cap al final) i fines,
- la tija ha de ser més rígida i, per tant, té un diàmetre més gran,
- el mànec, quan està delimitat, és més llarg per deixar lloc a les dues mans,
- té un diàmetre més gran per reduir l'esforç necessari pel cop final del canell (perqué la punta del dit central toqui just la punta del polze).

La longitud d'un rem de cinglar ha de ser adequada per a l'alçada sobre l'aigua, definint com s'ha d'inclinar el rem. En el cas d'una barca auxiliar, un rem adequat sovint superarà lleugerament la mida de l'embarcació. En el cas d'una barca de quatre a cinc metres amb els peus del remer aproximadament al nivell de la línia de flotació i el rem inclinat uns 45, el rem hauria de superar els dos metres o quasi gairebé tres metres. Una canoa gran o una canoa especialment pesada es beneficiaran enormement de superar aquest valor. En un veler de gran tonatge la mida del rem podria superar els sis metres.
El rem de el cinglar s'esgota bastant ràpidament en el punt de contacte amb el pivot i de vegades es trenca en aquest punt. La pràctica tradicional és llavors reparar-la mitjançant un conjunt bisellat, aprofitant per donar-li un angle del bisell paral·lel al pla de la pala, cosa que li dona l'atractiu, a part de facilitat d'ús.

### Avantatges

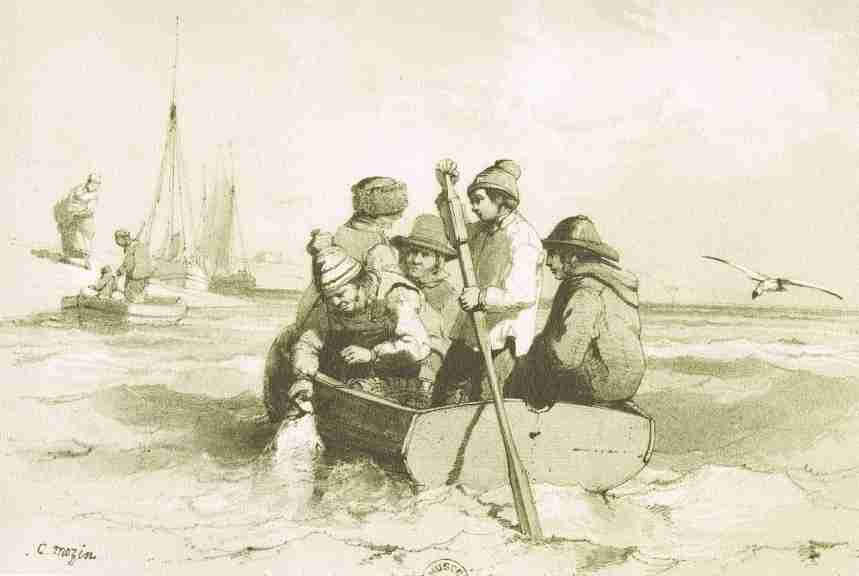
Charles Mozin: Cinglant

- simplicitat: només un rem, sense parts mecàniques específiques (l'ús d'un rem no és una necessitat, sinó, al contrari, un tap)
- continuïtat: el cinglar exerceix una empenta contínua a diferència d'altres usos de rems (nedar, navegar) o pales.
- eficiència: la pala funciona "en finor", en flux adjunt, amb una eficiència propulsiva superior a la de la natació "en empenta": permet a una sola persona impulsar un vaixell de gran tonatge.
- mida: el moviment del rem és relativament petit i es duu a terme en posició d'empeus, el cinglar és molt més adequada per impulsar un auxiliar ple de gent que nedar.
- maniobrabilitat: com que el rem no sobresurt cap als laterals, és fàcil realitzar maniobres d'embarcament o acoblament i circular per una massa d'aigua congestionada (llançadora).
- encimbellament: remar es presta fàcilment a la propulsió del pal (que és la tècnica més eficient en aigües molt poc profundes).
- trajectòria: la propulsió es troba a l'eix,
- guia: el rem, amb la pala emplomallada, es pot utilitzar com a timó (si és prou pesat per quedar submergit), quan el vaixell corre a la seva costa (o a vela).
- velocitat d'instal·lació: el cinglar es posa al seu lloc (està "llest", al vocabulari marítim) molt ràpidament, cosa que pot ser útil quan cal actuar ràpidament sobre la maniobra.
- sobrietat i elegància: el cinglar no fa soroll, no embruta, no fa mala olor, no es descompon i no queda atrapada per les diverses cordes que creuem entre dues aigües dels ports i els seus voltants.
- bellesa: com han demostrat Claude Monet i sobretot Mathurin Méheut, aquest moviment és bell, probablement es deu a la seva continuïtat.

### Desavantatges
- l'eficiència relativa del cinglar en comparació amb altres modes de propulsió cau molt fortament en aigües mogudes.
- els rems comercials petits (per a pneumàtics, per exemple), lleugers i curts, no es presten bé a la canalla.
- es pot cinglar amb força (amb les dues mans) només mirant cap enrere (vegeu, però, el cinglar xinès més avall);
- és difícil fer cinglar a diverses persones en el mateix vaixell (vegeu, però, el cinglar xinès més avall);
- la represa després de la interrupció del moviment és delicada si la barca va errant;
- la frenada és difícil i molt ineficient

## Yuloh de la Xina

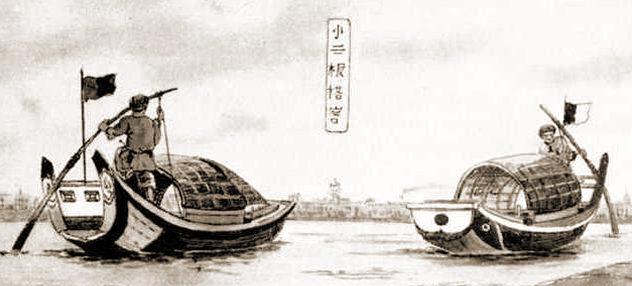
Sampan Xinès impulsat mitjançat la tècnica del yáolǔ que fa ús d'un sol rem.

El  Xinès "yuloh" (en xinès: 摇 橹; pinyin: yáolǔ; Wade–Giles: yaolu) és un rem gran i pesat, amb un sòcol a la part inferior del seu eix que s'adapta a un passador muntat a la popa, sobre un pivot que permet girar el rem balancejant-lo d'un costat a l'altre. El pes del rem, sovint suplementat per un cordó de cànem, manté el rem al seu lloc sobre el pivot. El pes de la porció exterior del rem queda compensat per una corda que va des de la part inferior del mànec fins a la coberta del vaixell. El remer mou principalment el rem empenyent i estirant sobre aquesta corda, cosa que fa que el rem oscil·li sobre el seu pivot, inclinant automàticament la pala per crear una empenta cap endavant. Aquest sistema permet que diversos remers puguin operar amb un rem, cosa que permet, si cal, emprar-los en embarcacions pesades i grans. La gran eficiència d'aquest sistema va donar lloc a la dita xinesa "un "yuloh" equival a tres rems".

## Ús modern
Les modernes embarcacions de cingla tenen moltes formes i mides i van des de ser barcasses de càrrega tradicionals i vaixells de pesca fins a embarcacions de transport bàsiques o d'esbarjo. Sigui com sigui, solen ser més identificables pels rems i rems unidireccionals sovint muntats lateralment, que permeten a l'operador, idealment, utilitzar una única mà per accionar el vaixell. Una de les principals atraccions d'aquestes embarcacions és que són fàcils i econòmiques de manejar. encara es fabriquen amb materials que van des de diversos tipus de fusta, fibra de vidre, formigó armat o metalls, algunes embarcacions modernes amb la típica forma de barcassa i d'estil "pla". Alguns són simplement antigues embarcacions de motor convertides. Els avantatges tradicionals de les embarcacions més petites com embarcacions de cingla són que l'operari pot colar-se tranquil·lament sobre peixos i aus sense esquitxades ni pertorbar la tranquil·litat de l'aigua. Les noves embarcacions de cingla disponibles comercialment utilitzen materials molt lleugers i formes lliscants per a una major velocitat i capacitat de resposta. Cal destacar que els rems d'aquestes embarcacions avui dia es munten normalment per a ser manejades des d'un costat del vaixell, així el remer pot mirar cap endavant i cap enrere.

## Cinglar amb el timó
En els velers lleugers com els bots esportius (Finn, Laser, 420, optimist, etc.) és habitual impulsar el vaixell en calma morta amb forts cops de timó, augmentant l'eficiència basculant-lo cap als costats mitjançant un moviment artificial (anomenat Rocking) sincronitzat amb el moviment de la canya.
Aquesta pràctica, de vegades notablement efectiva, està prohibida en regata (es troba sota la norma 42, antiga norma 60 de la normativa de la Federació Internacional de Vela, Word Sailing, anteriorment ISAF), cosa que no vol dir que ja sigui completament absent de les regates, sense que els àrbitres estiguin dotats del do d'omnipresència, existint una excepció per desacoblar el vaixell o ajudar un veler en dificultats o en l'emergència d'un home caigut a l'aigua.
S'observa principalment durant la fase prèvia a la sortida, on les embarcacions es troben al vent i gairebé aturades, per tant, sense mitjans de propulsió, a prop de la línia de sortida i lluiten “amb un ganivet” per la posició més favorable (un una bona sortida permet "robar" el vent dels adversaris i compta amb un 40% en el resultat d'una cursa segons el campió Paul Elvström). També s'utilitza (legalment) per tornar a terra en cas d'anul·lació d'una cursa per manca de vent.
Aquesta maniobra també funciona, tot i que amb menys eficiència en velers de regata petits com els Soling o els Star, així com en velers habitables de menys de 7 m d'eslora. De vegades s'utilitza per moure’s en un port en cas de fallada o absència d'un motor ... i d'un rem de socors. Per induir més eficaçment el moviment cap endavant en aquestes embarcacions, és habitual emprar dos membres de la tripulació enganxats cadascun a un costat, amb els peus a la balena, que es projecten cap a l'exterior i es retracten al ritme, com un nen en una sabata de la pista.
No funciona ni per a catamarans esportius lleugers ni en velers amb un timó fortament retallat. Tampoc està exempte de perill per al timó, ja que li imposa de vegades esforços brutals per als quals els passadors i les frontisses d'articulació no tenen necessàriament la mida, i s'aconsella als regatistes més atlètics que moderin el seu esforç, especialment quan es canvia l'orientació de la pala.

## En el cinema
- Illa Bare  de Kaneto Shindō presenta una llarga escena de scamping d'un sampà molt carregat.